# Francisco Lomuto
Francisco Juan Lomuto (Buenos Aires, 24 de novembro de 1893 - ídem, 23 de dezembro de 1950) foi um pianista, diretor de orquestra e compositor de tango argentino.
Filho de napolitanos nascido no bairro Parque de los Patricios. Seus pais já cultivavam a música uma vez que seu pai era violinista e sua mãe pianista. Francisco recebeu as primeiras lições de música de um de seus nove irmãos.
Com 13 anos compõe o seu primeiro tango: El 606, referindo-se a um medicamento indicado para doenças venéreas. Esse tango foi imediatamente gravado o que animou o então adolescente Lomuto a abraçar definitivamente o tango ,gênero musical de que seria um dos maiores nomes de todos os tempos.
O seu primeiro grande êxito chegaria em 1918 com o tango Muñequita, com letra de Adolfo Herschel, que foi gravada em 1920 por Carlos Gardel, que gravaria posteriormente muitas outras obras de Lomuto.
Durante muitos anos trabalhou para casas de música, tocando as peças que lhe requeriam os clientes.
Depois de muito obrar no meio musical, consegue enfim em 1922 formar o seu primeiro conjunto que gravaria 950 fonogramas até a morte de Pancho, como são carinhosamente chamado os Franciscos em espanhol.
Foi um grande amigo de Francisco Canaro, com quem se orientava no crescimento de sua carreira, e seu ar bonachão lhe rendeu muitas amizades no meio tangueiro que lhe foi eternamente grato ao seu aporte ao tango dançável que foi sucesso mundial em sua época.

## Composicões
Todas gravadas por Carlos Gardel:
- El 606
- Muñequita
- En la tranquera (A Mar del Plata me quiero ir )
- Si soy así
- Nunca más
- Cachadora
- Tierra del fuego
- Pa' que te acordés